# Магнитное динамо
Гидромагнитное (или магнитогидродинамическое, или просто МГД-) динамо (динамо-эффект) — эффект самогенерации магнитного поля при определённом движении проводящей жидкости.

## Теория
Теорема Каулинга доказывает, что двумерные или осесимметричные движения проводящей среды не могут вызвать постоянный рост магнитного поля. Эта и другие «антидинамо-теоремы» долгое время сдерживали попытки найти работающий пример самогенерации магнитного поля.
Первой конфигурацией, показывающей возможность генерации магнитного поля при специальном движении проводящей среды, было динамо Пономаренко (1978). После этого было исследовано несколько примеров конфигураций, допускающих такую возможность (в частности, ABC-динамо, динамо Робертса и др.).
Однако в реальных условиях магнитное динамо не было получено. Первые лабораторные эксперименты, подтвердившие эффект, были проведены в Институте физики АН Латвии (сейчас — Институт физики Латвийского Университета, Institute of Physics of University of Latvia) в Саласпилсе и в немецком городе Карлсруэ в 1999 году. Ещё два эксперимента, правда, с неоднозначной трактовкой, были проведены во Франции (динамо фон Кармана упоминается в) и в США (внутри сферы). Эксперимент, не требующий сложной системы насосов и чрезмерно больших размеров установки, был успешно проведен в лаборатории физической гидродинамики Института механики сплошных сред УрО РАН. Установка представляла собой проводящий тор, заполненный жидким металлом.

## Приложения
Магнитное поле в любой проводящей (но не сверхпроводящей) среде со временем быстро затухает и даже если во время своего образования астрономические объекты (галактики, звёзды, планеты) имели какое-то магнитное поле, то к настоящему времени его бы уже нельзя было зарегистрировать. Тем не менее, у большинства объектов магнитное поле существует. Одной из теорий, объясняющей поддержание амплитуды магнитного поля, может быть теория динамо.

### Геодинамо
Динамо — одна из моделей, претендующая на объяснение магнитного поля планет. Модель представляет собой жидкий шар, с горячим, твёрдым, тепловыделяющим металлическим ядром, которое вращается в восточном направлении. Магнитное поле возникает в результате переноса веществом вмороженных магнитных линий и в результате конвекции.
Модель удовлетворительно описывает многие особенности магнитного поля планет земной группы, в частности, Земли и Марса, а также объясняет отсутствие магнитного поля у Венеры. Для Земли модель предсказывает дрейф и инверсию магнитных полюсов.
Поскольку во время инверсии магнитное поле практически отсутствует, на Землю обрушится ливень заряженных частиц, основная доля которых приходится на поток, испускаемый Солнцем. По палеомагнитным данным, в прошлом такие инверсии происходили через некоторые (случайные) промежутки времени. При этом большинство ученых сходится во мнении, что сам процесс от начала до конца занимает несколько тысяч лет — от 2—3 до 7—10 тысяч лет. При этом наиболее активная стадия может происходить внутри тысячелетнего временного интервала. Отдельные специалисты считают, что некоторые переполюсовки в истории Земли могли длиться и десятки тысяч лет. В любом случае, это не годы и не десятилетия. Каким образом это влияет на биосферу Земли (и влияет ли вообще), на сегодняшний день неизвестно.

### Солнечное динамо
Предполагается, что магнитное динамо ответственно за существование магнитного поля Солнца, которое проявляется, в частности, в образовании солнечных пятен.